# Památník obětem válek v Čeperce
Pomníky obětem světových válek se nalézají v parčíku nedaleko od budovy obecního úřadu obce Čeperka v okrese Pardubice. 

## Popis
Památník sestává ze dvou pomníků – první z nich byl odhalen 8. 6. 1924 na památku vojínů padlých v první světové válce. Do tohoto pomníku byla doplněna po ukončení druhé světové války plaketa připomínající Josefa Vondrouše z Čeperky, který se stal obětí nacistické perzekuce.
Druhý pomník připomíná památku Josefa Svatoně z Čeperky, který byl zastřelen 10. 10. 1938 v Turnově při zabírání českého pohraničí Němci.
Oba pomníky jsou umístěny ve čtvercovém mřížovém ohrazení s pískovcovými sloupky.

## Galerie

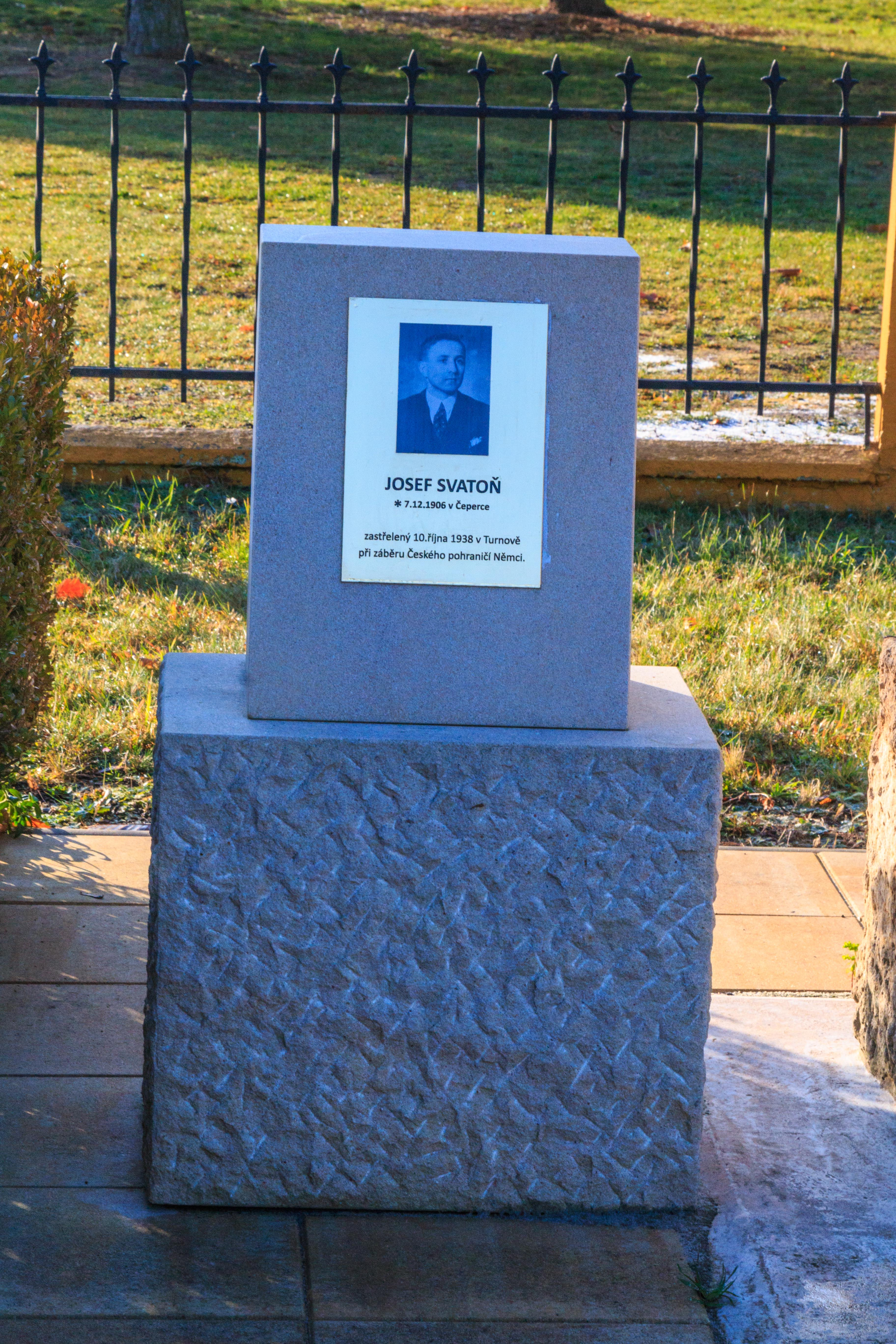
Pomník Josefa Svatoně
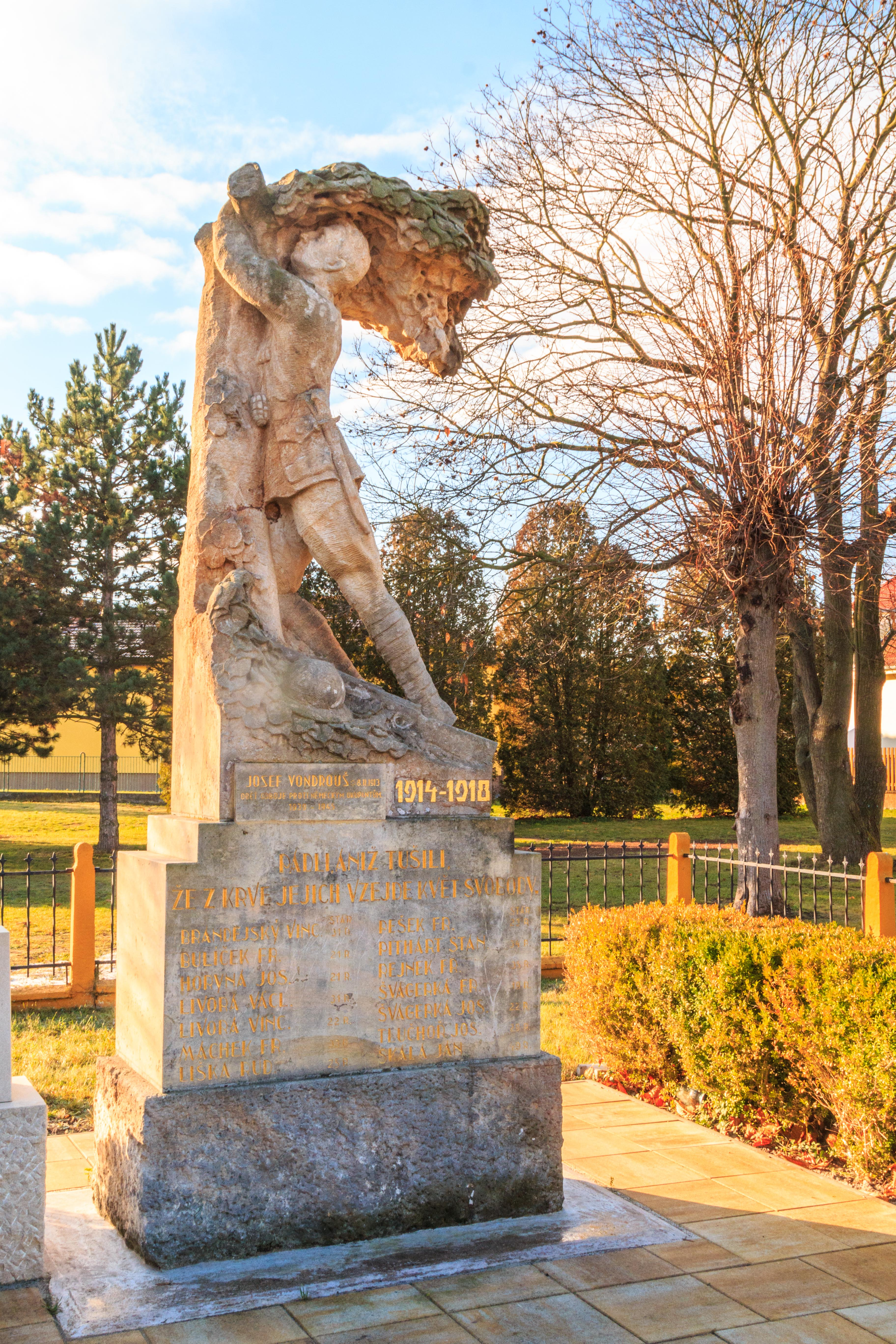
Čeperka pomník padlých v první světové válce
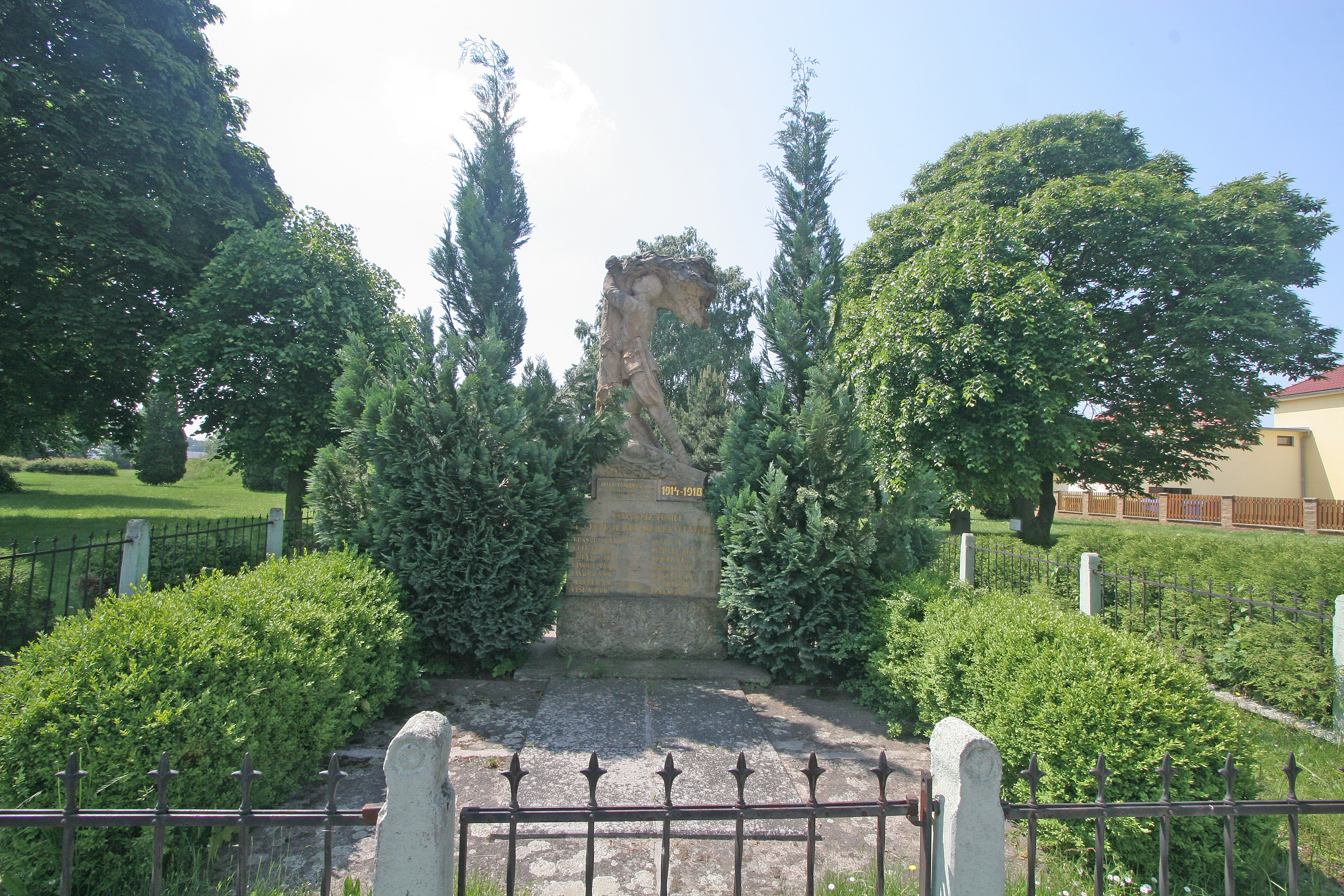
Čeperka pomník padlých v první světové válce